# Калебас (сосуд для мате)
Калеба́с, калеба́са (исп. calabaza — тыква) — сосуд для приготовления и питья мате. Традиционно выделывался из тыквы-горлянки, однако современные сосуды для мате изготавливаются практически из любых материалов. Чаще всего используется: древесина палисандра, дуба, кебрачо, фарфор, керамика, серебро, а также более дешевые материалы, такие как стекло, силикон и нержавеющая сталь. Слово "калебас" для обозначения любого сосуда для мате распространено преимущественно в странах Европы, для которых мате не является традиционным напитком. В странах, в которых употребление этого напитка широко распространено, сосуд называют так же, как и напиток — ма́те.
Испанское слово mate происходит от слова кечуа mati. Оно используется для обозначения всех плодов растений рода Lagenaria, независимо от их размера и формы. С течением времени это слово стало использоваться и для обозначения настоя мате, который пьют с бомбильей из сосуда, сделанного из тыквы, или в любой ёмкости из другого материала, например, из дерева или стекла. 
Сегодня, в зависимости от региона Южной Америки, для обозначения сосуда из тыквы существуют слова "мате", "поронго" и "поро", использующиеся по-разному и часто имеющие различное значение. В Южном конусе все эти слова также часто обозначают сам напиток мате. Название "mate de calabaza" и "calabaza" хоть и допустимо, но считается технически неверным, и сосуд для мате чаще называют просто "mate" или "mati".

## Названия
Другие названия сосуда:
- Испанские: мате, гуампа.
- Португальские: кабаса, куя.

Что интересно, на языке кечуа слово «мати» (matí) означает сосуд, сделанный из тыквы. Вероятнее всего, испанцы взяли это слово, чтобы обозначить не только сосуд, но и сам напиток. Индейцы гуарани называли используемый для заваривания мате сосуд Каальгуа (Kaalgua), как составное слово от Kaa — трава, Ль — вода, и Гуа — ёмкость, то есть ёмкость для настоя.

## Изготовление калебаса из тыквы
Оригинальным и наиболее распространённым является калебас, сделанный из тыквы-горлянки. Для изготовления калебаса специально выращенные тыквы сортируют по размеру: из тыквы большего размера делают симарроны для совместного питья горького мате в мужской компании, из меньших делают традиционные сосуды с узким горлышком для индивидуального питья или вдвоём. Будущий сосуд должен быть подвергнут специальной обработке и сушке для удаления остатков мякоти и масла, которые придали бы напитку нестерпимо горький вкус. На фабриках при массовом производстве тыквы подвергают обжигу. Далее калебас украшают узорами, либо выжигая их, либо вырезая или выцарапывая. Горловину сосуда чаще всего обивают серебром или альпако́й. Большим спросом пользуются калебасы, зашитые в грубую кожу. Прошитые защипы кожаной рубашки образуют что-то вроде ножек, которые придают сосуду устойчивость. В другом случае, если донышко самого сосуда не плоское, к нему можно подобрать подставку, для изготовления которой используются серебро, альпака́ или железо.

## Уход за калебасом
Калебас после каждого использования следует прочистить и хорошо высушить. При нормальном использовании, то есть ежедневном, многоразовом, никакого ухода за калебасом из тыквы не требуется. Портиться он начинает, когда его по несколько дней подряд оставляют с мокрой травой. Время от времени проводится процесс обжига с помощью специального приспособления с металлическим цилиндриком на конце. Цилиндрик сильно нагревают на огне и прижигают им стенки сосуда с внутренней стороны, куда иногда засыпают немного сахара.

## «Оживление» тыквенного сосуда
После долгого хранения, а также перед первым использованием тыквенный мате необходимо «оживить». Для этого он засыпается на 1⁄2-3⁄4 травой мате, заливается горячей водой и настаивается около суток (или с коньяком — двое суток). Нельзя оставлять калабас с травой и водой на большее время — трава с водой могут заплесневеть, после чего сосуд придется выбросить. Затем настой выливается. Калебас снова готов к употреблению. Эта процедура делается для того, чтобы поры тыквы, из которой сделан сосуд, закрылись и пропитались солями, содержащимися в траве мате. При хранении рекомендуется засыпать несколько граммов сухой йербы в калебас.